# Vierge à l'Enfant (David)
La Vierge à l'Enfant est une peinture à l'huile datée d'environ 1520 réalisée par le peintre flamand Gérard David, actuellement exposée au musée Boijmans Van Beuningen à Rotterdam.

## Description
Il montre une Vierge représentée dans la même pose que dans d'autres œuvres de David (celles de New York, Washington et Madrid). Toutefois, lorsque ces trois œuvres utilisent cette pose pour représenter La Fuite en Égypte, la peinture de Rotterdam utilise le paysage d'arrière-plan afin de représenter le hortus conclusus ou « jardin clos » du Cantique des Cantiques. Il ajoute également des lys blancs pour symboliser la virginité de Marie.